# بایرومویل، جورجیا
بایرومویل (به انگلیسی: Byromville) یک شهر در ایالات متحده آمریکا است که در شهرستان دولی، جورجیا واقع شده‌است. بایرومویل ۰٫۹ کیلومتر مربع مساحت و ۵۴۶ نفر جمعیت دارد و ۱۱۶ متر بالاتر از سطح دریا واقع شده‌است.